# 体細胞
体細胞（、英: somatic cell）とは、多細胞生物を構成する細胞のうち生殖細胞以外の細胞のことを言う。
有性生殖においては次世代へは受け継がれない。ある目的に特化してしまいそれ以外の細胞にならない分化した細胞と、何種類かの異なった機能を持つ細胞に分化する能力を持った細胞がある。後者は幹細胞と呼ばれ、その種類や多能性によって様々なものがある。